# Savona Foot-Ball Club 1964-1965
Questa voce raccoglie le informazioni riguardanti il Savona Foot-Ball Club nelle competizioni ufficiali della stagione 1964-1965.

## Rosa
| N. |                   | Ruolo | Calciatore        |
| -- | ----------------- | ----- | ----------------- |
|    | Italia (bandiera) | D     | Franco Ballardini |
|    | Italia (bandiera) | A     | Antonio Berto     |
|    | Italia (bandiera) | D     | Fabio Calzolari   |
|    | Italia (bandiera) | A     | Marco Fazzi       |
|    | Italia (bandiera) | C     | Orazio Gittone    |
|    | Italia (bandiera) |       | Iannicelli        |
|    | Italia (bandiera) | C     | Giulio Mariani    |
|    | Italia (bandiera) | C     | Pietro Natta      |
|    | Italia (bandiera) | A     | Vittorio Panucci  |

| N. |                   | Ruolo | Calciatore         |
| -- | ----------------- | ----- | ------------------ |
|    | Italia (bandiera) | D     | Valentino Persenda |
|    | Italia (bandiera) | C     | Carlo Pietrantoni  |
|    | Italia (bandiera) | C     | Pietro Pittofrati  |
|    | Italia (bandiera) | A     | Carlo Pozzi        |
|    | Italia (bandiera) | D     | Umberto Ratti      |
|    | Italia (bandiera) | A     | Sergio Salomone    |
|    | Italia (bandiera) | P     | Silvano Semenzin   |
|    | Italia (bandiera) | D     | Carlo Tosello      |